# Championnat de GP2 Series 2008
Navigation
2007 2009
Le Championnat GP2 2008 est la 4e saison de ce championnat.

## Engagés
| Écurie                          | #  | Pilotes            | Courses   |
| ------------------------------- | -- | ------------------ | --------- |
| iSport International            | 1  | Karun Chandhok     | Tous      |
| iSport International            | 2  | Bruno Senna        | Tous      |
| ART Grand Prix                  | 3  | Romain Grosjean    | Tous      |
| ART Grand Prix                  | 4  | Luca Filippi       | 1-5       |
| ART Grand Prix                  | 4  | Sakon Yamamoto     | 6-10      |
| Barwa International Campos Team | 5  | Vitaly Petrov      | Tous      |
| Barwa International Campos Team | 6  | Ben Hanley         | 1-3       |
| Barwa International Campos Team | 6  | Lucas di Grassi    | 4-10      |
| Super Nova Racing               | 7  | Álvaro Parente     | Tous      |
| Super Nova Racing               | 8  | Christian Bakkerud | 1, 3      |
| Super Nova Racing               | 8  | Andy Soucek        | 2, 4-10   |
| DAMS                            | 9  | Kamui Kobayashi    | Tous      |
| DAMS                            | 10 | Jérôme d'Ambrosio  | Tous      |
| Racing Engineering              | 11 | Javier Villa       | Tous      |
| Racing Engineering              | 12 | Giorgio Pantano    | Tous      |
| Trust Arden International       | 14 | Sébastien Buemi    | Tous      |
| Trust Arden International       | 15 | Yelmer Buurman     | 1-5       |
| Trust Arden International       | 15 | Luca Filippi       | 6-10      |
| Durango                         | 16 | Davide Valsecchi   | 1-2, 5-10 |
| Durango                         | 16 | Marcello Puglisi   | 3         |
| Durango                         | 16 | Ben Hanley         | 4         |
| Durango                         | 17 | Alberto Valerio    | Tous      |
| FMS International               | 18 | Roldán Rodríguez   | Tous      |
| FMS International               | 19 | Adrián Vallés      | 1         |
| FMS International               | 19 | Adam Carroll       | 2-3       |
| FMS International               | 19 | Marko Asmer        | 4-10      |
| Trident Racing                  | 20 | Mike Conway        | Tous      |
| Trident Racing                  | 21 | Ho-Pin Tung        | Tous      |
| Piquet Sports                   | 22 | Andreas Zuber      | Tous      |
| Piquet Sports                   | 23 | Pastor Maldonado   | Tous      |
| David Price Racing              | 24 | Giacomo Ricci      | 1-2       |
| David Price Racing              | 24 | Andy Soucek        | 3         |
| David Price Racing              | 24 | Michael Herck      | 4-10      |
| David Price Racing              | 25 | Diego Nunes        | Tous      |
| BCN Competicion                 | 26 | Paolo Maria Nocera | 1         |
| BCN Competicion                 | 26 | Adrián Vallés      | 2-9       |
| BCN Competicion                 | 27 | Miloš Pavlović     | 1-3       |
| BCN Competicion                 | 27 | Carlos Iaconelli   | 4-10      |

Changements en cours de saison
- Victime d'un poignet fracturé à la suite d'un accident en GP2 Asia Series, le Belge Michael Herck est remplacé chez David Price Racing par l'Italien Giacomo Ricci pour les premières courses de la saison puis par l'Espagnol Andy Soucek à Monaco[1]. Herck récupère son volant à partir de Magny-Cours.
- Paolo Maria Nocera et l'écurie BCN Competicion mettent fin à leur collaboration à l'issue du meeting de Barcelone. L'Italien est remplacé à partir de la Turquie par l'Espagnol Adrián Vallés, lequel avait commencé la saison chez Fisichella Motor Sport[2]. Le volant laissé vacant chez FMS est récupéré par Adam Carroll[3] puis par Marko Asmer à partir de Magny-Cours[4]. Toujours chez BCN Competicion, le Serbe Miloš Pavlović est remplacé par le Brésilien Carlos Iaconelli à partir de Magny-Cours[5].
- Blessé au dos lors de la première course de l'année, le Danois Christian Bakkerud est remplacé chez Super Nova par l'Espagnol Andy Soucek en Turquie[6]. Soucek prend définitivement sa place à partir de Magny-Cours[7].
- Blessé lors de la première manche du meeting d'Istanbul, l'Italien Davide Valsecchi est remplacé à Monaco chez Durango par son compatriote Marcello Puglisi[8] puis par Ben Hanley à Magny-Cours[9]. Il retrouve son volant à partie de Silverstone[10].
- Chez Campos Grand Prix, le Britannique Ben Hanley est remplacé à partir de Magny-Cours par le Brésilien Lucas di Grassi, membre comme lui du Renault Driver Development[11].
- Chez ART Grand Prix, l'Italien Luca Filippi est remplacé par le Japonais Sakon Yamamoto à partir de la manche d'Hockenheim[12]. Filippi retrouve immédiatement un volant chez Arden à la place de Yelmer Buurman[13].

## Courses de la saison 2008
Chaque meeting donne lieu à deux courses :
- Une course « longue », le samedi après-midi, dont la grille a été établie par une séance de qualifications classique. Les huit premiers inscrivent des points (10-8-6-5-4-3-2-1). Le poleman inscrit 2 points et l'auteur du meilleur tour en course 1 point.
- Une course « sprint », le dimanche matin, avec grille de départ établie en fonction du classement de la course de la veille, sauf pour les huit premières places qui sont inversées. Cette course n'attribue des points qu'aux six premiers (6-5-4-3-2-1). L'auteur du meilleur tour en course inscrit 1 point.

Pour la première fois de l'histoire de la GP2 Series, il y a deux courses à Monaco.
| #  | Date         | Lieu              | Vainqueur        | Nationalité | Équipe               |
| 1  | 26 avril     | Barcelone         | Álvaro Parente   | Portugal    | Super Nova Racing    |
| 2  | 27 avril     | Barcelone         | Kamui Kobayashi  | Japon       | DAMS                 |
| 3  | 10 mai       | Istanbul          | Giorgio Pantano  | Italie      | Racing Engineering   |
| 4  | 11 mai       | Istanbul          | Romain Grosjean  | France      | ART Grand Prix       |
| 5  | 23 mai       | Monaco            | Bruno Senna      | Brésil      | iSport International |
| 6  | 24 mai       | Monaco            | Mike Conway      | Royaume-Uni | Trident Racing       |
| 7  | 21 juin      | Magny-Cours       | Giorgio Pantano  | Italie      | Racing Engineering   |
| 8  | 22 juin      | Magny-Cours       | Sébastien Buemi  | Suisse      | Arden International  |
| 9  | 5 juillet    | Silverstone       | Giorgio Pantano  | Italie      | Racing Engineering   |
| 10 | 6 juillet    | Silverstone       | Bruno Senna      | Brésil      | iSport International |
| 11 | 19 juillet   | Hockenheim        | Giorgio Pantano  | Italie      | Racing Engineering   |
| 12 | 20 juillet   | Hockenheim        | Karun Chandhok   | Inde        | iSport International |
| 13 | 2 août       | Budapest          | Lucas di Grassi  | Brésil      | Campos Grand Prix    |
| 14 | 3 août       | Budapest          | Sébastien Buemi  | Suisse      | Arden International  |
| 15 | 23 août      | Valence           | Vitaly Petrov    | Russie      | Campos Grand Prix    |
| 16 | 24 août      | Valence           | Lucas di Grassi  | Brésil      | Campos Grand Prix    |
| 17 | 6 septembre  | Spa-Francorchamps | Romain Grosjean  | France      | ART Grand Prix       |
| 18 | 7 septembre  | Spa-Francorchamps | Pastor Maldonado | Venezuela   | Piquet Sports        |
| 19 | 13 septembre | Monza             | Lucas di Grassi  | Brésil      | Campos Grand Prix    |
| 20 | 14 septembre | Monza             | Davide Valsecchi | Italie      | Durango              |

- Initialement vainqueur de la première course du meeting d'Hockenheim, Romain Grosjean a été pénalisé de 25 secondes pour avoir dépassé un pilote retardataire sous drapeau jaune. Il a finalement été classé deuxième, la victoire revenant à Giorgio Pantano[14].

## Classement des pilotes

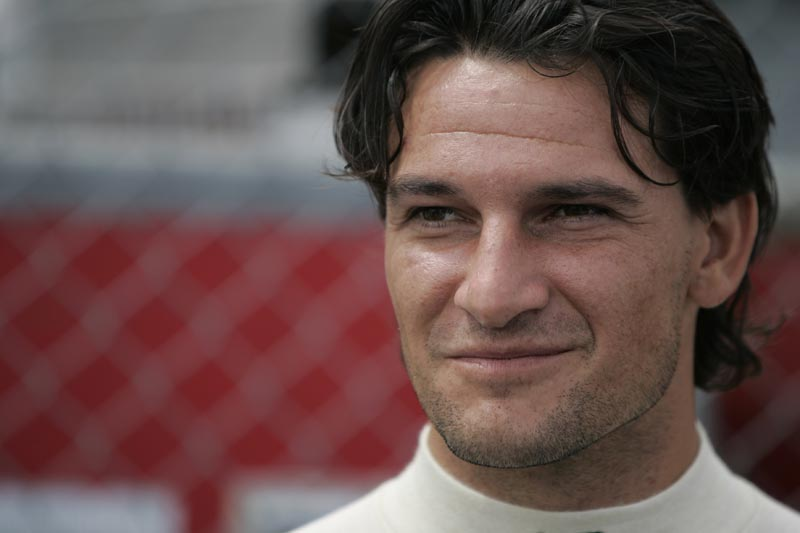
Giorgio Pantano, champion des GP2 Series, édition 2008

| Pos. | Pilote            | Équipe                               | Points | Courses | Victoires | Podiums | Poles |
| ---- | ----------------- | ------------------------------------ | ------ | ------- | --------- | ------- | ----- |
| 1er  | Giorgio Pantano   | Racing Engineering                   | 76     | 20      | 4         | 7       | 4     |
| 2e   | Bruno Senna       | iSport International                 | 64     | 20      | 2         | 6       | 3     |
| 3e   | Lucas di Grassi   | Campos Grand Prix                    | 63     | 14      | 3         | 6       | 0     |
| 4e   | Romain Grosjean   | ART Grand Prix                       | 62     | 20      | 2         | 7       | 1     |
| 5e   | Pastor Maldonado  | Piquet Sports                        | 60     | 20      | 1         | 6       | 2     |
| 6e   | Sébastien Buemi   | Arden International                  | 50     | 19      | 2         | 5       | 0     |
| 7e   | Vitaly Petrov     | Campos Grand Prix                    | 39     | 20      | 1         | 2       | 0     |
| 8e   | Álvaro Parente    | Super Nova Racing                    | 34     | 20      | 1         | 4       | 0     |
| 9e   | Andreas Zuber     | Piquet Sports                        | 32     | 20      | 0         | 4       | 0     |
| 10e  | Karun Chandhok    | iSport International                 | 31     | 20      | 1         | 3       | 1*    |
| 11e  | Jérôme d'Ambrosio | DAMS                                 | 21     | 20      | 0         | 2       | 1*    |
| 12e  | Mike Conway       | Trident Racing                       | 20     | 20      | 1         | 1       | 2**   |
| 13e  | Roldán Rodríguez  | FMS International                    | 14     | 20      | 0         | 1       | 0     |
| 14e  | Andy Soucek       | Super Nova Racing David Price Racing | 14     | 18      | 0         | 1       | 1*    |
| 15e  | Davide Valsecchi  | Durango                              | 11     | 12      | 1         | 1       | 1*    |
| 16e  | Kamui Kobayashi   | DAMS                                 | 10     | 20      | 1         | 1       | 1*    |
| 17e  | Javier Villa      | Racing Engineering                   | 8      | 19      | 0         | 0       | 0     |
| 18e  | Ho-Pin Tung       | Trident Racing                       | 7      | 20      | 0         | 1       | 0     |
| 19e  | Luca Filippi      | ART Grand Prix Arden International   | 6      | 20      | 0         | 1       | 2**   |
| 20e  | Yelmer Buurman    | Arden International                  | 5      | 10      | 0         | 1       | 0     |
| 21e  | Adrián Vallés     | BCN Competicion FMS International    | 5      | 18      | 0         | 0       | 0     |
| 22e  | Diego Nunes       | David Price Racing                   | 3      | 20      | 0         | 0       | 0     |
| 23e  | Sakon Yamamoto    | ART Grand Prix                       | 3      | 10      | 0         | 0       | 0     |
| 24e  | Ben Hanley        | Campos Grand Prix Durango            | 1      | 8       | 0         | 0       | 0     |
| 25e  | Adam Carroll      | FMS International                    | 1      | 4       | 0         | 0       | 1*    |

* Un astérisque signifie que la pole a été obtenue en finissant 8e lors de la 1re course.

## Classement des équipes
| Position | Équipe                          | Points | Victoires | Poles |
| -------- | ------------------------------- | ------ | --------- | ----- |
| 1er      | Barwa International Campos Team | 103    | 3         | 0     |
| 2e       | iSport International            | 95     | 3         | 3     |
| 3e       | Piquet Sports                   | 92     | 1         | 2     |
| 4e       | Racing Engineering              | 84     | 4         | 3     |
| 5e       | ART Grand Prix                  | 70     | 1         | 2*    |
| 6e       | Arden International             | 56     | 2         | 1*    |
| 7e       | Super Nova Racing               | 47     | 1         | 1*    |
| 8e       | DAMS                            | 31     | 1         | 1*    |
| 9e       | Trident Racing                  | 27     | 1         | 2**   |
| 10e      | FMS International               | 15     | 0         | 1*    |
| 11e      | Durango                         | 11     | 1         | 1*    |
| 12e      | BCN Competicion                 | 5      | 0         | 0     |
| 13e      | David Price Racing              | 4      | 0         | 0     |

* Un astérisque signifie que la pole a été obtenue en finissant 8e lors de la 1re course.